# Бад Корчак
Борден Волтер «Бад» Корчак — канадський футболіст.  Його прозвали «Золотий палець» і «Українська газель». 
Уродженець Вінніпегу, Корчак грав у дитячий футбол із «Сент-Джонс Гредс» і юніорський футбол із «Елмвудом», перш ніж перейти до «Вінніпег Блу-Бомберс». Він був літаючим крилом (фланкером/слотбеком у більш сучасних термінах), а також одним із найкращих плейскікерів на початку 1950-х років. Корчак грав шість сезонів за «Бомберс» (1949-54) і був членом команди зірок Заходу у 1952 та 1953 роках (до 1962 року CFL All-Stars не було). У 1952 році Корчак посів третє місце на Заході, набравши 69 очок, а у 1953 році став лідером на Заході, набравши 66 очок, вигравши Меморіальний трофей Дейва Драйбурга. Найбільш вражаючим, мабуть, був його відсоток переходів у 1952 році, коли він набрав 29 із 31 спроби додаткових очків для 93% успіху, що було дуже добре для тієї епохи. У 1955 році Корчак приєднався до потужної команди Алуетт-де-Монреаль, і його сумарний результат у 60 очок став п’ятим на Сході. Того сезону Корчак зробив приголомшливі 49 перевернутих гравців за 52 спроби лише за 14 ігор із показником успіху 94,2%. Сезон 1956 року він розділив між «Монреалем» і «Оттавою», а у 1957 році завершив кар’єру в «Калгарі Стампедерс». Його найкращими сезонами приймачем були 1951 рік, з 34 ловами на 491 ярд, та 1952 рік, з 31 ловами на 551 ярд.  Він набрав 334 бали.
У 1996 році Корчак був обраний до Зали слави «Блакитних бомбардувальників Вінніпега». Помер 5 лютого 2010 року.